# アグレミーナ浜松
アグレミーナ浜松（アグレミーナはままつ、Agleymina Hamamatsu）は、日本の静岡県浜松市をホームタウンとする、日本フットサルリーグ（Fリーグ）に加盟するフットサルクラブ。

## 概要
1996年、磐田市田原地区を本拠として元Jリーガーらが中心となって現在のクラブ母体を設立し、2002年より「田原フットサルクラブ」として活動。2011年までは東海地域リーグ1部にて活動していた。
2012年1月、運営会社としてAnguilla浜松株式会社を設立して浜松市に移転。アングイア（イタリア語: Anguilla）はウナギという意味である。チーム名称を公募し、当時小学5年生の少年が応募した「アグレミーナ浜松」に決定。Fリーグ準会員となり、2013-14シーズンからの加入を目指していた。「アグレミーナ」はスペイン語の「アグレッシヴォ（攻撃的）」＋「レイ（王様）」＋「ミーナ（たくさんの宝物）」の3語を足してできた造語である。2015年12月1日にAnguilla浜松株式会社から株式会社AGREYへ商号変更、2019年4月に運営法人として一般社団法人アグレミーナが設立された。

## 歴史

### Fリーグ参入まで
準会員決定から1ヶ月後の同年2月16日にFリーグ正式加盟が決定。これにより2012-13シーズンのFリーグより参加することとなった。これは、これまで参加していたステラミーゴいわて花巻が予算難のため2011-12シーズンで撤退になったことと、アグレミーナ浜松の本拠地となる浜松アリーナがリーグ規定のキャパシティーやコートサイズを満たしていることなどのFリーグ正会員のための条件を満たしているためで、準会員リーグを戦わず、目標より1年繰り上げでのFリーグ昇格となった。

### 2012-13シーズン
2012年、攻撃の要として元オランダ代表のオマー・ニージャーリ、守備の要としてステラミーゴいわて花巻から中島涼太を補強、元Jリーガーの山本浩正(ジュビロ磐田、セレッソ大阪等)、笠井健太(鹿島アントラーズ)も加入した。しかし、東海リーグ1部中位のチームを基盤にしたこともあり、他チームとの戦力差は明らかとなる。
2012-13シーズン開幕前にマリオフットサルスクールのコーチを務めていたブラジル人の「ゼゴ」ことアントニオ・ジョゼ・アゼベドを監督に起用しようとしたが交渉が決裂。急遽前田健一が監督を続投することとなった。2012年10月の中断期間中に再び同様の交渉を行ったがまたも決裂。後に2012-13シーズン内はそのままの体制で戦い抜くことを発表した。

### 2013-14シーズン
2013年4月に小野直樹が新監督に就任。前監督の前田はコーチとして引き続き在籍する。前年度の攻撃の要であったオマー・ニージャーリがシーズンオフに退団し更なる得点力不足が懸念されたが、湘南ベルマーレフットサルクラブから曽根田盛将、ASVペスカドーラ町田から三輪修也らを補強、また、怪我で一時現役を退いていた元湘南ベルマーレのFW松浦勇武も加入した。しかし成績は振るわず小野も第16節の府中戦を最後に前期途中で辞任。後任の監督は前監督の前田コーチが代行で務め、同年11月に保田健二朗が新監督となる。後期はデウソン神戸より元日本代表の江藤正博、静岡XEBRAより小池良平らを獲得した。

### 2014-15シーズン
2014年、シーズンオフに名古屋オーシャンズより川原永光、バサジィ大分より中村友亮の日本代表クラス2名と元日本代表の野嶋倫らを獲得した。しかし第4節エスポラーダ北海道戦を最後に保田健二朗が病気療養を理由にシーズン途中で退任。第9節シュライカー大阪戦まで渡辺義朗コーチが監督代行を務める。第10節府中戦よりバルドラール浦安等で監督経験があるカルロス・セザルが監督に就任するも、翌月には家族の病を理由にスペインへ緊急帰国。第13節湘南戦より再び渡辺義朗コーチが監督代行を務める。
同年10月にレディースとU-21の発足を発表。

### 2017-18シーズン
2016-17シーズン終了後には名古屋オーシャンズから中村友亮と前鈍内マティアスエルナンを獲得。代々木体育館で行われた開幕戦で、バルドラール浦安に勝利し、Fリーグ参入後初めて開幕戦を白星で飾った。
2018年1月18日、Fリーグが2018-2019シーズンから2部制を導入するにあたって新設されるFリーグディビジョン1（F1）へ参加することが決定した。
2017/2018シーズンは、創設初の8位と、一桁順位で終了した。

## エンブレム・ユニフォーム
エンブレムの色は田原フットサルクラブのチームカラー紺とオレンジを引き継いだ。盾の意匠に、上に星、クラブ名の下も「ミーナ」の「M」を配し、下左にフットサルのボールと同右に浜松市の市章をデザインした。
ユニフォームのホームは紺、アウェイは白をベースとしてきたが、2024-2025シーズンのアウェイはオレンジ。

## チーム成績
| 年度    | 所属    | 勝点 | 試合 | 勝利 | 引分 | 敗戦 | 得点 | 失点 | 得失 | 順位 |
| ------- | ------- | ---- | ---- | ---- | ---- | ---- | ---- | ---- | ---- | ---- |
| 2012-13 | Fリーグ | 8    | 27   | 2    | 2    | 23   | 45   | 137  | -92  | 10位 |
| 2013-14 | Fリーグ | 9    | 36   | 3    | 0    | 33   | 70   | 180  | -110 | 10位 |
| 2014-15 | Fリーグ | 14   | 33   | 2    | 8    | 23   | 64   | 109  | -45  | 12位 |
| 2015-16 | Fリーグ | 16   | 33   | 5    | 1    | 27   | 63   | 134  | -71  | 11位 |
| 2016-17 | Fリーグ | 26   | 33   | 7    | 5    | 21   | 60   | 121  | -60  | 11位 |
| 2017-18 | Fリーグ | 26   | 33   | 7    | 5    | 21   | 79   | 121  | -42  | 8位  |
| 2018-19 | F1      | 13   | 33   | 3    | 4    | 26   | 51   | 125  | -74  | 12位 |
| 2019-20 | F2      | 19   | 14   | 6    | 1    | 7    | 39   | 33   | 6    | 5位  |
| 2020-21 | F2      | 12   | 10   | 4    | 0    | 6    | 23   | 32   | -9   | 4位  |
| 2021-22 | F2      | 15   | 15   | 4    | 3    | 8    | 33   | 42   | -9   | 5位  |
| 2022-23 | F2      | 29   | 16   | 9    | 2    | 5    | 51   | 42   | +9   | 3位  |
| 2023-24 | F2      | 26   | 16   | 8    | 2    | 6    | 56   | 49   | +7   | 3位  |

## タイトル
- 東海フットサルリーグ - 2006年（田原フットサルクラブとして）

## 所属選手
2024-25シーズン登録選手
- 2 FP  阿部成那
- 3 FP  真鍋優斗
- 5 FP  鷲北一輝
- 7 FP  山桐正護
- 8 FP  松本行令
- 9 FP  尾崎珠利
- 10 FP  巽優太
- 11 FP  井上北渡
- 13 GK  宮本ギレルメ
- 15 FP  伊藤悠悟
- 23 GK  曽根颯来
- 24 FP  三嶽侑平
- 25 FP  熊谷貫太郎

## 監督
- 前田健一 2005年 - 2013年
- 小野直樹 2013年4月 - 10月
- 保田健二朗 2013年11月 - 2014年7月
- カルロス・セザル 2014年7月 - 2014年12月
- 保田健二朗 2014年12月 - 2017年11月
- 豊島明 2017年11月 - 2020年3月
- 向井敦 2020年9月 - 2021年3月[8]
- 高橋優介 2021年4月 - 2024年3月
- 金井一哉 2024年4月 -